# Erik Årsäll
Ekik Årsäll (vieux norois : Eiríkr hinn ársæli) , est un roi de Suède semi-légendaire dont l'historicité est désormais remise en question. Il est daté par certains de la fin du XIe siècle, et par d'autres de la décennie 1120, alors que de nombreux historiens critiques  estiment qu'il est un personnage légendaire du Xe siècle.

## Éléments de biographie
Selon l'hypothèse traditionnelle c'est un fils du roi suédois païen Blót-Sweyn, et comme son père avant lui, il administre les blóts dans le temple de Gamla Uppsala. Toutefois, Erik n'apparait dans aucune source primaire suédoise ou danoise. Son épithète « årsäll » signifie littéralement « béni par de bonnes années » se réfère à l'abondance des récoltes pendant son règne.
Au XIIIe siècle Snorri Sturluson évoque dans la Heimskringla Blót-Sweyn et Eric comme ayant renoncé au christianisme et régnant sur une Suède encore largement païenne :

« A cette époque il y avait beaucoup de gens partout en Suède qui étaient des païens et beaucoup de très mauvais chrétiens ; c'est pour cela que les rois renoncèrent au christianisme, et continuèrent les sacrifices païens, comme Blotsvein, et après lui Eirik Arsale, l'ont fait. »

 Dans ce contexte, Eric est un contemporain de Inge l'Ancien, ce qui suggère qu'Erik est le dernier haut prêtre (goði) du sanctuaire d'Uppsala, et qu'il est tué ou déposé par Inge Ier l'Ancien.
Eric est aussi mentionné dans des sources invérifiables comme le père ou le grand-père de Sverker l'Ancien,, ce qui implique qu'il est ou Kol, ou Cornubæ c'est-à-dire « Grain-Ulf » qui doit être le véritable nom de son père. Eric Årsäll étant une dénomination décrivant un « Roi pendant le règne duquel il y eut de bonne moissons ». Un des petits-fils de Sverker est ensuite nommé  Kol. Les mêmes légendes rapportent que l'église de Kaga près de Linköping est le sanctuaire ancestral du père de Sverker, et qu'un pierre tombale y était destinée à l'inhumation de Kol.